# Lasionectes
Lasionectes is een geslacht van kreeftachtigen uit de klasse van de Remipedia (ladderkreeftjes).

## Soort
- Lasionectes entrichoma Yager & Schram, 1986

Niet geaccepteerde soort:
- Lasionectes exleyi, synoniem van Kumonga exleyi